# Marcin Ehrlich
Marcin Ehrlich (ur. 1 stycznia 1835 we wsi Austruni pod Schoenbergiem, Inflanty, zm. 17 maja 1899 w Płocku) – polski lekarz, publicysta, inicjator powołania Towarzystwa Lekarskiego w Płocku. Członek korporacji akademickiej Konwent Polonia.
W latach 1857–1862 studiował medycynę na Uniwersytecie w Dorpacie, stopień doktora medycyny uzyskał 14 maja 1862 po przedstawieniu rozprawy Ueber Leukämie (O białaczce). W lipcu tegoż roku został mianowany młodszym lekarzem 21. pułku piechoty w Płocku; w 1871 był tymczasowym, a 1872-1873 pełnoprawnym inspektorem lekarskim guberni płockiej. Po odejściu ze służby wojskowej pozostał w Płocku i praktykował, specjalizując się w ginekologii i położnictwie, a także zajmując się chirurgią oraz medycyną ogólną. Ogłosił drukiem 12 prac naukowych.
Po ukazie carskim z lipca 1869 "Normalna Ustawa Towarzystw Lekarskich Gubernialnych" zaproponował utworzenie towarzystwa lekarzy w Płocku; kiedy ukonstytuowało się ono 31 stycznia 1872 pod nazwą Płockie Towarzystwo Lekarskie, Ehrlich został jego pierwszym prezesem. Pełnił funkcję do 1874 i ponownie od 1882. Kierowana przez niego organizacja zajmowała się warunkami sanitarnymi, prowadzeniem statystyk chorób i śmiertelności mieszkańców guberni, dbała o podnoszenie kwalifikacji swoich członków. 
W 1895 roku wydał pracę filozoficzno-przyrodniczą pt. "Życie i miłość".
Był żonaty z Marią z domu Szememann. Miał dwie córki: Marię ur.1869 1v. Kunkel 2v. za Aleksandrem Macieszą i Jadwigę ur.1876 za Władysławem Kosmacińskim. Został pochowany na katolickim Cmentarzu Miejskim w Płocku.